# Лейла Бадірбейлі
Лейла Бадірбейлі (*8 січня 1920, Баку, Азербайджанська Демократична Республіка — †23 листопада 1999, Баку, Азербайджан) — радянська і азербайджанська акторка театру та кіно, танцюристка. Народна артистка Азербайджанської РСР (1959).
Закінчила Азербайджанський театральний інститут (1951).

## Вибіркова фільмографія
- 1945 — «Аршин мал алан»
- 1947 — «Фаталі-хан»
- 1955 — «Зустріч»
- 1958 — «Її велике серце»
- 1960 — «Кьорогли»
- 1970 — «Севіль»
- 1972 — «Черешня»
- 1987 — «Чоловіче слово»
- 1990 — «Пастка»
- 1991 — «Газельхан»
- 1991 — «Запалаю у вогні очищення»
- 1991 — «Привіт з того світу»